# ترور راس
ترور راس (انگلیسی: Trevor Ross؛ زادهٔ ۱۶ ژانویهٔ ۱۹۵۷) بازیکن فوتبال اهل بریتانیا است.
از باشگاه‌هایی که در آن بازی کرده‌است می‌توان به باشگاه فوتبال هاید، باشگاه فوتبال آرسنال، باشگاه فوتبال پورتسموث، باشگاه فوتبال آ. ا. ک آتن، باشگاه فوتبال آلترینچام، باشگاه فوتبال شفیلد یونایتد، باشگاه فوتبال بری، باشگاه فوتبال اورتون، و باشگاه فوتبال شفیلد یونایتد اشاره کرد.
وی همچنین در تیم ملی فوتبال زیر 21 سال اسکاتلند  بازی کرده‌است.